# David Vann

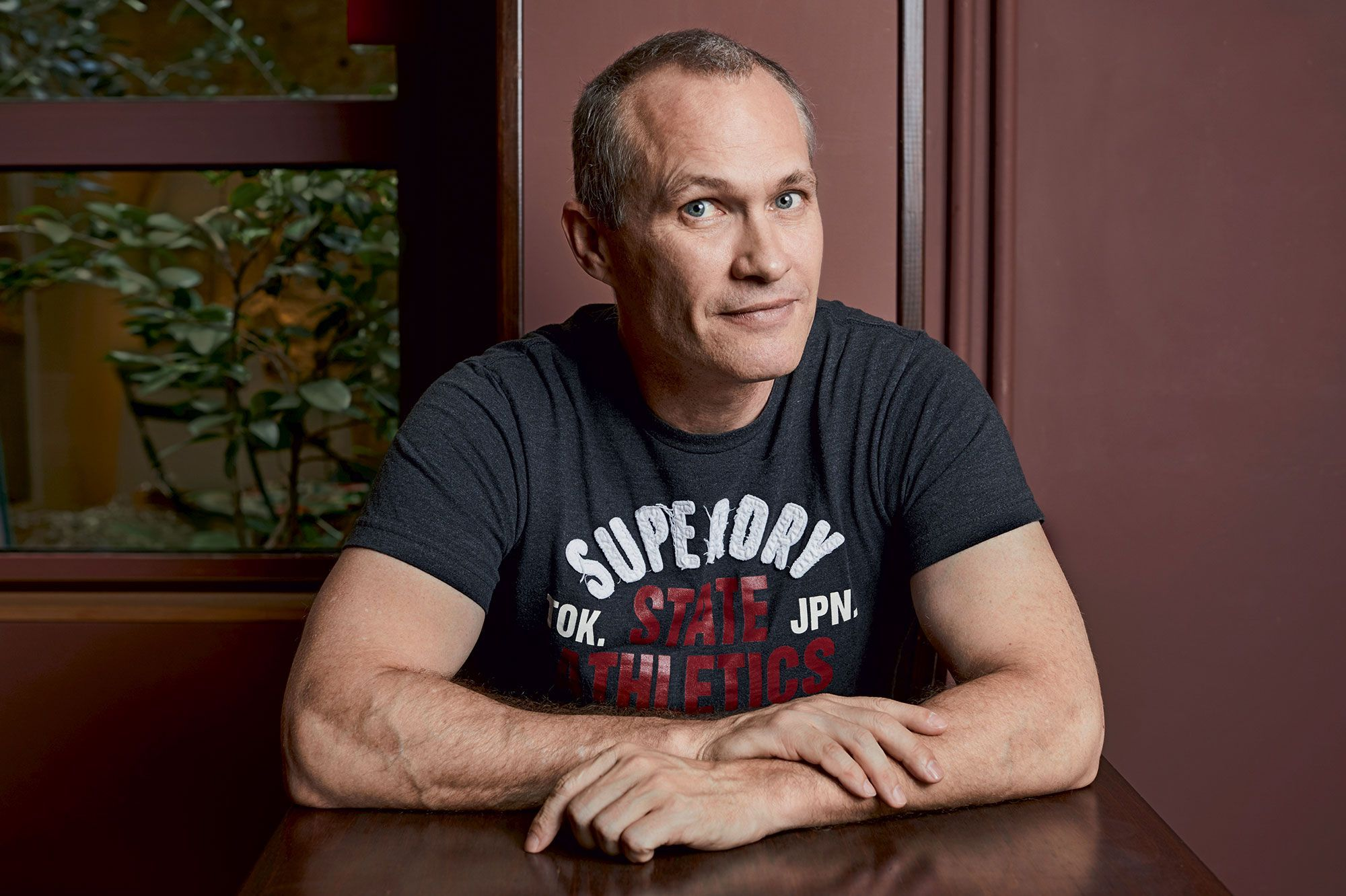
David Vann (2020)

David Vann (* 19. Oktober 1966 auf Adak Island, Alaska) ist ein amerikanischer Schriftsteller.

## Leben und Werk
David Vann wurde 1966 auf Adak Island als Sohn eines Zahnarztes auf der dortigen US-Militärbasis geboren und wuchs in Ketchikan (Alaska) zusammen mit seiner fünf Jahre jüngeren Schwester auf. Sein Vater tötete sich selbst, als David Vann 13 war, ein Thema, das er später in seinem Buch Legend of a Suicide aufnahm. David Vann schloss sein Studium an der Cornell University 1994 mit dem M.F.A. (Master of Fine Arts, Kunsthochschulabschluss) ab. Von 1994 bis 1996 war er Wallace Stegner Fellow an der Stanford University.
Vann lehrte Creative Writing in Stanford und an der University of San Francisco. An der Florida State University war er Assistant Professor.
Vann lebt in Neuseeland und lehrt an der University of Warwick (2017). Zu seinem Schreibverhalten sagt er, dass er keine Zeile seines Manuskriptes überarbeitet.
Vann veröffentlichte seine Kurzgeschichten unter anderem im Atlantic Monthly und in Esquire.

## Auszeichnungen (Auswahl)
- 2007: Grace Paley Prize for Short Fiction der Association of Writers and Writing Programs für Legend of a Suicide[6]
- 2010: Prix Médicis étranger für Sukkwan Island

## Werke
- A Mile Down: The True Story of a Disastrous Career at Sea. Thunder’s Mouth Press, New York 2005, ISBN 1-56025-710-5.
- Legend of a Suicide. University of Massachusetts Press, Amherst 2008, ISBN 978-1-55849-672-9. (Kurzgeschichten, Paperbackausgabe erschien 2009 bei Penguin, ISBN 978-0-141-04378-4.)
- Sukkwan Island, eine Novelle aus Legend of a Suicide. (Im Schatten des Vaters, ins Deutsche übertragen von Miriam Mandelkow. Suhrkamp, Berlin 2011, ISBN 978-3-518-42229-8.)
- Caribou Island. Harper, New York 2011, ISBN 978-0-06-187572-4. (Die Unermesslichkeit, ins Deutsche übertragen von Miriam Mandelkow. Suhrkamp, Berlin 2012, ISBN 978-3-518-42296-0.)
- Dirt. HarperCollins, New York 2012, ISBN 978-0-06-212103-5. (Dreck, ins Deutsche übertragen von Miriam Mandelkow. Suhrkamp, Berlin 2013, ISBN 978-3-518-46533-2.)
- Goat Mountain. Harper, New York 2013, ISBN 0-06-212109-X. (Goat Mountain, ins Deutsche übertragen von Miriam Mandelkow. Suhrkamp, Berlin 2014.)
- Aquarium. Grove Atlantic, New York 2015, ISBN 080212352X. (Aquarium, ins Deutsche übertragen von Miriam Mandelkow. Suhrkamp, Berlin 2016, ISBN 978-3-518-42536-7.)
- Bright Air Black. First Grove Atlantic, New York 2017, ISBN 978-0-8021-2580-4.
- Halibut On The Moon. Grove Press, New York 2019, ISBN 978-0-8021-2893-5. (Momentum, ins Deutsche übertragen von Cornelius Reiber. Hanser, Berlin 2020, ISBN 978-3-446-26594-3.)

Mehrere Bücher von David Vann sind in deutscher Übersetzung als Hörbuch im Parlando Verlag erschienen, alle gelesen von Christian Brückner.